# Biegi narciarskie na Zimowych Igrzyskach Paraolimpijskich 2018
Biegi narciarskie na Zimowych Igrzyskach Paraolimpijskich 2018 – jedna z dyscyplin rozgrywanych podczas igrzysk w dniach 11–18 marca 2018 w Daegwallyeong-myeon, w Korei Południowej. Podczas zawodów odbędzie się 20 konkurencji.

## Terminarz
Oficjalny terminarz igrzysk.
| Data     | Godzina                        | Konkurencja                                                  | Mistrz IP 2014                                                                     |
| -------- | ------------------------------ | ------------------------------------------------------------ | ---------------------------------------------------------------------------------- |
| 11 marca | 10:00 (UTC+09:00) / 2:00 (CET) | 15 km mężczyzn, osoby siedzące                               | Roman Pietuszkow                                                                   |
| 11 marca | 11:15 (UTC+09:00) / 3:15 (CET) | 12 km kobiet, osoby siedzące                                 | Ludmyła Pawłenko                                                                   |
| 12 marca | 10:00 (UTC+09:00) / 2:00 (CET) | 20 km stylem dowolnym mężczyzn, osoby stojące                | Ruszan Minnegułow                                                                  |
| 12 marca | 10:25 (UTC+09:00) / 2:25 (CET) | 20 km mężczyzn, osoby niewidome                              | Brian McKeever                                                                     |
| 12 marca | 12:00 (UTC+09:00) / 4:00 (CET) | 15 km stylem dowolnym kobiet, osoby niewidzące               | Jelena Remizowa                                                                    |
| 12 marca | 12:15 (UTC+09:00) / 4:15 (CET) | 15 km stylem dowolnym kobiet, osoby stojące                  | Helene Ripa                                                                        |
| 14 marca | 13:06 (UTC+09:00) / 5:06 (CET) | Sprint mężczyzn (1,1 km), osoby siedzące                     | Roman Petuszkow                                                                    |
| 14 marca | 13:20 (UTC+09:00) / 5:20 (CET) | Sprint kobiet (1,1 km), osoby siedzące                       | Mariann Marthinsen                                                                 |
| 14 marca | 13:34 (UTC+09:00) / 5:34 (CET) | Sprint stylem klasycznym mężczyzn (1,5 km), osoby stojące    | Kiriłł Michajłow                                                                   |
| 14 marca | 13:48 (UTC+09:00) / 5:48 (CET) | Sprint stylem klasycznym kobiet (1,5 km), osoby stojące      | Anna Burmistrowa                                                                   |
| 14 marca | 14:02 (UTC+09:00) / 6:02 (CET) | Sprint stylem klasycznym mężczyzn (1,5 km), osoby niewidzące | Brian McKeever                                                                     |
| 14 marca | 14:16 (UTC+09:00) / 6:16 (CET) | Sprint stylem klasycznym kobiet (1,5 km), osoby niewidzące   | Michalina Łysowa                                                                   |
| 17 marca | 10:00 (UTC+09:00) / 2:00 (CET) | 10 km stylem klasycznym mężczyzn, osoby niewidzące           | Brian McKeever                                                                     |
| 17 marca | 10:15 (UTC+09:00) / 2:15 (CET) | 10 km stylem klasycznym mężczyzn, osoby stojące              | Aleksandr Pronkow                                                                  |
| 17 marca | 11:45 (UTC+09:00) / 3:45 (CET) | 7,5 km stylem klasycznym kobiet, osoby stojące               | Anna Burmistrowa                                                                   |
| 17 marca | 11:55 (UTC+09:00) / 3:55 (CET) | 7,5 km stylem klasycznym kobiet, osoby niewidzące            | Jelena Remizowa                                                                    |
| 17 marca | 12:40 (UTC+09:00) / 4:40 (CET) | 7,5 km mężczyzn, osoby siedzące                              | Chris Klebl                                                                        |
| 17 marca | 12:55 (UTC+09:00) / 4:55 (CET) | 5 km kobiet, osoby siedzące                                  | Andrea Eskau                                                                       |
| 18 marca | 10:00 (UTC+09:00) / 2:00 (CET) | Sztafeta mieszana 4 × 2,5 km                                 | Rosja Alena Kaufman · Swietłana Konowałowa · Nikołaj Połuchin · Jelena Remizowa    |
| 18 marca | 11:00 (UTC+09:00) / 3:00 (CET) | Sztafeta otwarta 4 × 2,5 km                                  | Rosja Władysław Łekomcew · Ruszan Minnegułow · Grigorij Murygin · Roman Pietuszkow |

## Medaliści
| Konkurencja                  | Klasa           | Złoto                                                                         | Czas    | Srebro                                                          | Czas    | Brąz                                                    | Czas    |
| Sprint kobiet                | Osoby siedzące  | Oksana Masters                                                                | 4:06,7  | Andrea Eskau                                                    | 4:08,8  | Marta Zajlullina                                        | 4:10,4  |
| Sprint kobiet                | Osoby stojące   | Anna Milenina                                                                 | 5:11,1  | Vilde Nilsen                                                    | 5:14,2  | Natalie Wilkie                                          | 5:14,3  |
| Sprint kobiet                | Osoby niewidome | Swiatłana Sachanenka                                                          | 4:29,9  | Michalina Łysowa                                                | 4:44,0  | Oksana Szyszkowa                                        | 4:45,6  |
| 5 km kobiet                  | Osoby siedzące  | Oksana Masters                                                                | 16:42,0 | Andrea Eskau                                                    | 16:53,5 | Marta Zajnullina                                        | 17:25,4 |
| 7,5 km kobiet                | Osoby stojące   | Natalie Wilkie                                                                | 22:12,2 | Jekaterina Rumiancewa                                           | 22:13,8 | Emily Young                                             | 22:13,9 |
| 7,5 km kobiet                | Osoby niewidome | Swiatłana Sachanenka                                                          | 22:19,3 | Michalina Łysowa                                                | 22:55,6 | Carina Edlinger                                         | 23:22,9 |
| 12 km kobiet                 | Osoby siedzące  | Kendall Gretsch                                                               | 38:15,9 | Andrea Eskau                                                    | 38:48,3 | Oksana Masters                                          | 39:04,9 |
| 15 km kobiet                 | Osoby stojące   | Jekaterina Rumiancewa                                                         | 49:37,6 | Anna Milenina                                                   | 50:55,6 | Ludmiła Liaszenko                                       | 51:06,6 |
| 15 km kobiet                 | Osoby niewidome | Swiatłana Sachanenka                                                          | 49:11,7 | Oksana Szyszkowa                                                | 49:19,5 | Michalina Łysowa                                        | 52:29,2 |
|                              |                 |                                                                               |         |                                                                 |         |                                                         |         |
| Sprint mężczyzn              | Osoby siedzące  | Andrew Soule                                                                  | 3:31,4  | Dzmitryj Łoban                                                  | 3:31,4  | Daniel Cnossen                                          | 3:31,8  |
| Sprint mężczyzn              | Osoby stojące   | Aleksandr Koliadin                                                            | 4:19,7  | Yoshihiro Nitta                                                 | 4:20,5  | Mark Arendz Ilkka Tuomisto                              | 4:20,8  |
| Sprint mężczyzn              | Osoby niewidome | Brian McKeever                                                                | 4:03,2  | Zebastian Modin                                                 | 4:05,7  | Erik Bye                                                | 4:32,7  |
| 7,5 km mężczyzn              | Osoby siedzące  | Sin Eui-hyun                                                                  | 22:28,4 | Daniel Cnossen                                                  | 22:33,7 | Maksym Jarowy                                           | 22:39,9 |
| 10 km mężczyzn               | Osoby stojące   | Yoshihiro Nitta                                                               | 24:06,8 | Grygorij Wowczyński                                             | 24:15,5 | Mark Arendz                                             | 24:27,1 |
| 10 km mężczyzn               | Osoby niewidome | Brian McKeever                                                                | 23:17,8 | Jake Adicoff                                                    | 24:31,3 | Juryj Hołub                                             | 24:37,1 |
| 15 km mężczyzn               | Osoby siedzące  | Maksym Jarowy                                                                 | 41:37,0 | Daniel Cnossen                                                  | 42:20,7 | Sin Eui-hyun                                            | 42:28,9 |
| 20 km mężczyzn               | Osoby stojące   | Igor Reptiuch                                                                 | 44:52,4 | Benjamin Daviet                                                 | 46:48,9 | Håkon Olsrud                                            | 47:10,6 |
| 20 km mężczyzn               | Osoby niewidome | Brian McKeever                                                                | 46:02,4 | Juryj Hołub                                                     | 47:07,5 | Thomas Clarion                                          | 47:24,4 |
|                              |                 |                                                                               |         |                                                                 |         |                                                         |         |
| Sztafeta mieszana 4 × 2,5 km | –               | Ukraina Julija Batenkowa · Ludmyła Liaszenko · Oksana Szyszkowa · Jurij Utkin | 24:31,9 | Kanada Mark Arendz · Chris Klebl · Natalie Wilkie · Emily Young | 25:21,9 | Niemcy Alexander Ehler · Andrea Eskau · Steffen Lehmker | 25:25,3 |
| Sztafeta otwarta 4 × 2,5 km  | –               | Francja Anthony Chalençon · Thomas Clarion · Benjamin Daviet                  | 22:46,6 | Norwegia Eirik Bye · Håkon Olsrud · Nils-Erik Ulset             | 23:09,1 | Kanada Collin Cameron · Brian McKeever                  | 23:52,4 |